# Helaeomyia petrolei
Helaeomyia petrolei är en tvåvingeart som först beskrevs av Daniel William Coquillett 1899.  Helaeomyia petrolei ingår i släktet Helaeomyia och familjen vattenflugor. Inga underarter finns listade i Catalogue of Life.

## Bildgalleri

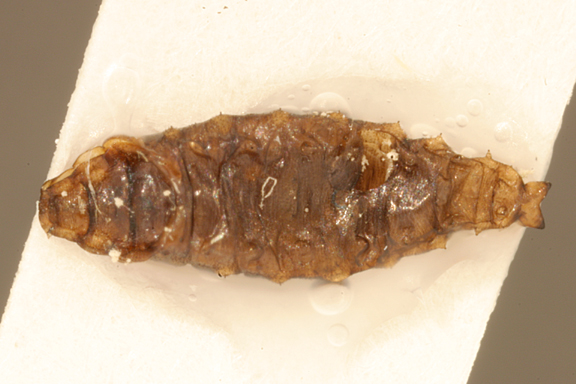
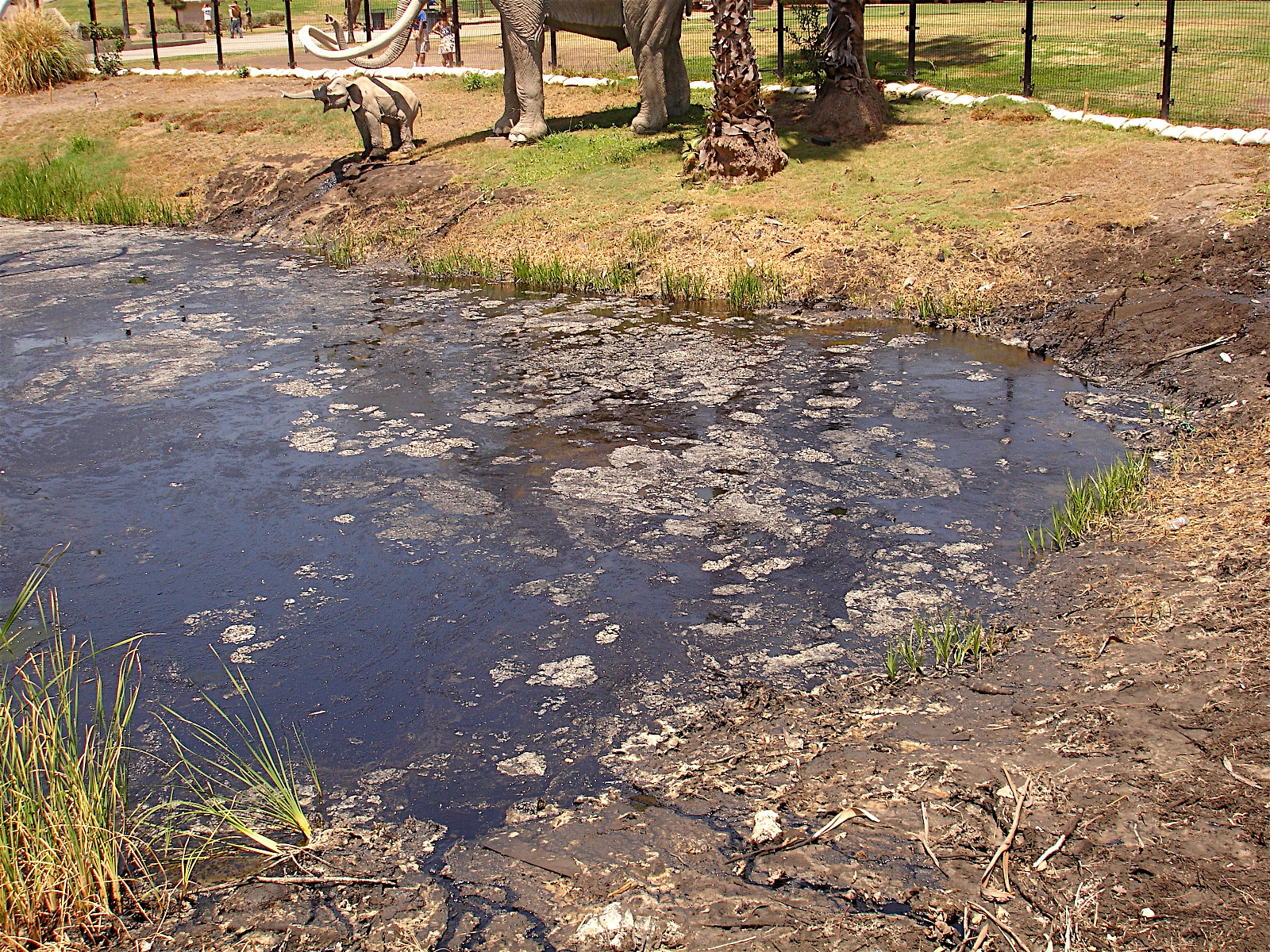
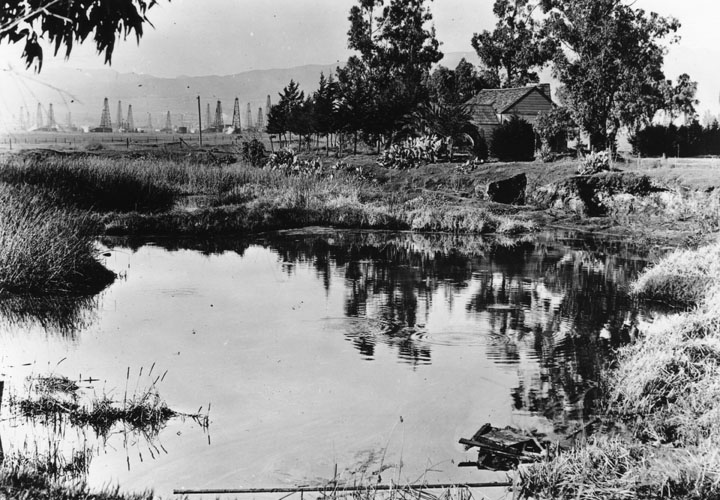